# Yui Ōhashi
Yui Ōhashi (japanisch 大橋 悠依; * 18. Oktober 1995 in Hikone) ist eine japanische Schwimmerin. Bei den Olympischen Sommerspielen 2020 wurde sie Olympiasiegerin über 200 m und über 400 m Lagen.

## Karriere
Ōhashi nahm an den Kurzbahnweltmeisterschaften 2016 in Windsor teil. Sie erreichte dort über 200 m Lagen und über 400 m Lagen das Finale. Ihre erste Medaille bei Weltmeisterschaften gewann sie 2017 in Budapest mit der Silbermedaille über 200 m Lagen hinter Katinka Hosszú, während sie über 400 m Lagen Vierte wurde.
Im Jahr 2021 qualifizierte sich Ōhashi bei den Olympischen Spielen in Tokio für die Finale über 200 m Lagen und über 400 m Lagen. Dies gelang auch Hosszú, der Olympiasiegerin von 2016. Über 200 m Lagen siegte Ōhashi mit einer Zeit von 2:08,52 Minuten knapp vor Alex Walsh. Über 400 m Lagen wurde Ōhashi mit einer Zeit von 4:32,08 Minuten Olympiasiegerin. Ihr gelang es damit als erste Japanerin, zwei olympische Goldmedaillen im selben Jahr zu gewinnen.
Nach einem fünften Platz über 400 Meter Lagen bei den Weltmeisterschaften 2022 und einem sechsten Platz über 200 Meter Lagen bei den Weltmeisterschaften 2023 schied Ōhashi 2024 bei den Olympischen Spielen in Paris im Halbfinale über 200 Meter Lagen aus.